# Gramatyka kontrastywna
Gramatyka kontrastywna (gramatyka konfrontatywna) porównuje systemy gramatyczne dwóch lub więcej języków (zarówno w ujęciu teoretycznym, jak i praktycznym) w celu poznania lub uświadomienia sobie ich wspólnych właściwości i różnic. Ma ona także zastosowanie w nauce języków obcych. Dzięki precyzyjnemu i dokładnemu opisowi podobieństw oraz różnic między językiem A i B, możliwe jest opracowanie takiego podręcznika języka A dla użytkowników języka B, który kładzie nacisk na różnice, pobieżnie tylko wspominając o podobieństwach. Rozwój gramatyki kontrastywnej był w dużej mierze spowodowany potrzebami dydaktyki języków obcych.
Porównywania języków można dokonywać na płaszczyźnie całej gramatyki lub koncentrując się na wybranym jej fragmencie, np. systemie zaimków bądź składni.